# Ljao Šilong
Ljao Šilong (poenostavljena kitajščina: 廖锡龙; tradicionalna kitajščina: 廖錫龍; pinjin: Liào Xílóng), kitajski general, * junij 1940, Sinan, Guidžov, Kitajska.
Ljao Šilong je trenutno član Centralne vojaške komisije.
Bil je tudi član 15., 16. in 17. centralnega komiteja Komunistične partije Kitajske.